# Louiza Khelfaoui
Louiza Khelfaoui, née le 3 mai 1989, est une escrimeuse algérienne. 

## Carrière
Louiza Khelfaoui, sœur d'Anissa Khelfaoui, intègre l'équipe nationale algérienne en 2012.
Elle remporte aux Championnats d'Afrique d'escrime 2012  la médaille de bronze en fleuret par équipes. Elle est médaillée d'argent en fleuret par équipes aux Championnats d'Afrique d'escrime 2014, aux Jeux africains de 2015 et aux Championnats d'Afrique d'escrime 2016.